# Минарж, Иво
Иво Минарж (чеш. Ivo Minář; родился 21 мая 1984 года в Праге, Чехословакия) — чешский теннисист. Обладатель Кубка Дэвиса 2012 года в составе сборной Чехии.

## Спортивная карьера
Профессиональную карьеру начал в 2002 году.
В 2003 году выиграл первый турнир из серии ITF Futures. В июле 2004 дебютировал на турнире ATP в Кицбюэле, где он дошёл до второго раунда.
В январе 2005 года, занимая 158-ю строчку в рейтинге теннисистов, дошёл до финал турнира ATP в Сиднее. На пути к финалу переиграл Николая Давыденко, Фернандо Вердаско, Андрея Павела и своего более именитого соотечественника Радека Штепанека. В финале уступил австралийцу Ллейтону Хьюитту 5:7, 0:6. В этом же сезоне дебютировал на турнире серии Большого шлема: на Уимблдоне дошёл до второго раунда, где проиграл первой ракетке мира Роджеру Федереру.
В 2006 году в Остраве впервые победил на турнире из серии ATP Challenger. В 2007 одержал две победы — в Фройденштадте и Пусане. В начале 2008 года дошёл до четвертьфинала в Коста-де-Суп. Летом принял участие в Олимпийских играх в Пекине, где уступил в первом круге бельгийцу Оливье Рохусу 3:6, 6:3, 3:6. В ноябре защитил титул на турнире Challenger в Пусане.
В мае 2009 года в паре с Яном Герныхом выиграл соревнования в Мюнхене. Позже победил на турнирах в Барлетте и Софии. В 2010 году прибавил к ним титул на Challenger в Каире, а в 2011 — в Рабате.

## Использование допинга и дисквалификация
В октябре 2009 года стало известно, что Иво Минарж получил восьмимесячную (до марта 2010 года) дисквалификацию за употребление метилгексанамина. Положительный результат дала проба после четвертьфинального матча Кубка Дэвиса. По версии самого теннисиста, метилгексанамин попал в его организм через пищевую добавку.

## Выступления на турнирах ATP
| Легенда                        |
| ------------------------------ |
| Турниры Большого шлема         |
| Кубок Мастерс / финал АТР-тура |
| ATP Мастерс / ATP Мастерс 1000 |
| АТР Gold / АТР 500             |
| АТР International/ АТР 250     |

### Титулы ATP за карьеру (1)

#### Парный разряд (1)
| №  | Дата       | Турнир | Покрытие | Партнёр   | Соперники в финале      | Счёт в финале |
| -- | ---------- | ------ | -------- | --------- | ----------------------- | ------------- |
| 1. | 4 мая 2009 | Мюнхен | Грунт    | Ян Герных | Джордан Керр Эшли Фишер | 6-4, 6-4      |

### Поражения в финалах (1)

#### Одиночный разряд (1)
| №  | Дата        | Турнир | Покрытие | Соперник в финале | Счёт в финале |
| -- | ----------- | ------ | -------- | ----------------- | ------------- |
| 1. | 16 янв 2005 | Сидней | Хард     | Ллейтон Хьюитт    | 5-7, 0-6      |